# Благодать (Курская область)
Благодать — деревня в Касторенском районе Курской области России. Входит в состав Котовского сельсовета.

## История
- Возникла как крепостное селение в 1794 году.

- Деревня являлась вотчиной надворного Советника Якова Андреевича Охотникова, имела статус сельца. Поселена деревня крестьянами, переведенными из разных вотчин принадлежащих Охотникову. Всего было поселено 32 семьи, 97 человек. В последующем деревня перешла во владение одного из потомков Якова Андреевича Охотникова -  Василию Павловичу Охотникову. После смерти Василия Павловича к его племяннику – Владимиру Николаевичу Охотникову.

- С конца 19 века по 1914 год в деревне действовал стекольный завод

## География
Деревня находится в восточной части Курской области, в лесостепной зоне, в пределах юго-западной части Среднерусской возвышенности, на правом берегу реки Касторы (приток Олыма), к востоку от железнодорожной линии Воронеж — Касторная, на расстоянии примерно 3 километров (по прямой) к юго-юго-востоку (SSE) от посёлка городского типа Касторное, административного центра района. Абсолютная высота — 184 метра над уровнем моря.
Климат
Климат характеризуется как умеренный, со среднегодовой температурой воздуха +5,1 °C и среднегодовым количеством осадков 547 мм.
Часовой пояс
Деревня Благодать, как и вся Курская область, находится в часовой зоне МСК (московское время). Смещение применяемого времени относительно UTC составляет +3:00.

## Население
| 1859 | 2002 | 2010 |
| ---- | ---- | ---- |
| 335  | ↘255 | ↘166 |

Гендерный состав
По данным Всероссийской переписи населения 2010 года в гендерной структуре населения мужчины составляли 47 %, женщины — соответственно 53 %.
Национальный состав
Согласно результатам переписи 2002 года, в национальной структуре населения русские составляли 100 % из 255 чел.

## Улицы
Уличная сеть деревни состоит из трёх улиц.